# 밀라노 종합병원
밀라노 종합병원(이탈리아어: Policlinico di Milano; 영어: Policlinico of Milan)은 밀라노 대형병원(이탈리아어: Ospedale Maggiore di Milano) 또는 카 그란다 종합대형병원(이탈리아어: Ca' Granda Ospedale Maggiore Policlinico)이라고도 하며 밀라노에 있는 공립 지역 종합병원이다. 1456년 밀라노 공작인 프란체스코 1세 스포르차가 설립한 이탈리아에서 가장 오래된 병원 중 하나이다. 오늘날에는 성인, 임산부, 어린이를 위한 병동이 있는 900개의 침대를 갖춘 현대식 병원이다. 2020년 3월 첫 번째 COVID-19 발병 당시, 이 중 300개의 침대가 COVID-19 환자를 위해 재조정되었다.
다양한 범주의 환자를 위한 응급실이 3개 있다. 산부인과 병동(Mangiagalli Clinic)은 롬바르디아에서 가장 많은 출산을 기록했다.
이 재단은 연구, 입원 및 의료를 위한 과학 연구소(IRCCS)로, 임상 활동과 함께 주로 전환적 목적을 가진 연구 프로그램을 홍보한다. 이 프로그램의 목적은 실험실에서 개발된 치료법을 환자에게 신속하게 전달하는 것이다.

## 같이 보기
- 카 그란다
- 밀라노 대학교
- 니구아르다 병원
- 밀라노대학교 국제의과대학
- 유럽 종양학 연구소